# Феодот (Кольцов)
Иеросхимонах Феодот (в миру Феодот Захарович Кольцов; ум. 1873) — иеросхимонах Козельской Введенской Оптиной пустыни.

## Биография
О детстве и мирской жизни Феодота Захаровича Кольцова сведений практически не сохранилось, да и прочие биографические сведения о нём очень скудны и отрывочны.

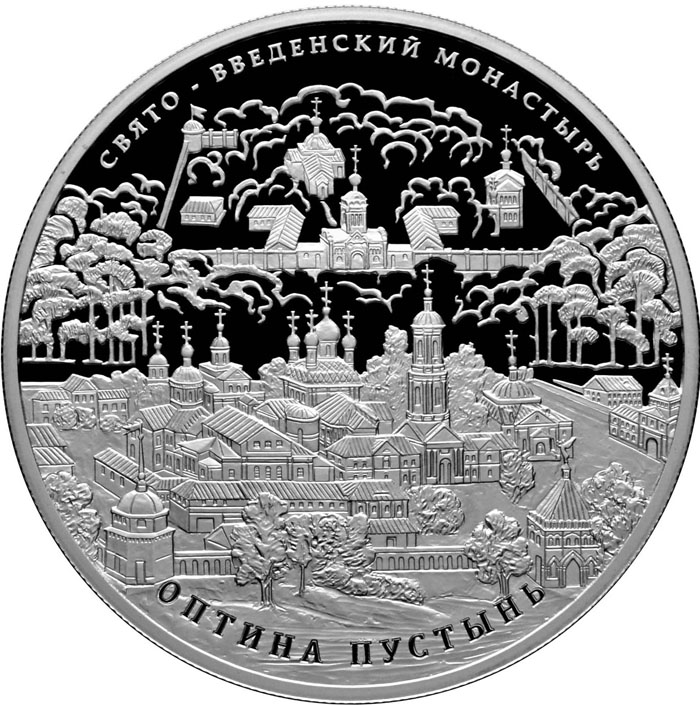
Оптину пустынь на монете Банка России

Свои «иноческие подвиги» он начал в 1834 году в Оптиной пустыни под руководством схимников; в 1841 году Феодот был пострижен в монашество с именем Филарета и назначен сборщиком; вскоре был рукоположен в иеродиакона, а в 1849 году — в иеромонаха. 
В 1851 году он перешел в Гефсиманский скит при Свято-Троицкой Сергиевой лавре; там в 1853 году он принял схиму с именем Феодота и назначен был духовником всего братства. 
Через семь лет отец Феодот удалился в глубину леса и предался безмолвию. На месте его уединения была обустроена Пустынь Святого Параклита под начальством старца Феодота. В 1863 году он возвратился в Оптину пустынь, где жил до самой кончины 8 марта 1873 года, назидая монастырскую братию своим усердием к молитве и богослужению, своим смирением, простотой и искренностью, привлекая к себе добродетельною жизнью многих духовных детей и почитателей.
Феодот Кольцов был похоронен в родной Оптиной обители.